# 杜氏褶囊海鯰
杜氏褶囊海鯰為輻鰭魚綱鯰形目海鯰科的其中一種，分布於印度西太平洋區，從莫三比克、馬達加斯加至蘇門答臘半鹹水水域、海域，棲息深度20-50公尺，體長可達62公分，棲息在沿海、河口區，屬肉食性，以無脊椎動物及小魚為食。

## 擴展閱讀
維基物種上的相關：杜氏褶囊海鯰